# Cantó de Quesnoy-sur-Deûle
El cantó de Quesnoy-sur-Deûle és una divisió administrativa francesa, situada al departament del Nord i la regió dels Alts de França.

## Composició
El cantó de Quesnoy-sur-Deûle comprèn les comunes de:
- Comines
- Deûlémont
- Lompret
- Pérenchies
- Quesnoy-sur-Deûle
- Verlinghem
- Warneton
- Wervicq-Sud

## Història
| Date d'elecció                        | Identitat       | Partit |
| ------------------------------------- | --------------- | ------ |
| 2001-                                 | Jacques Houssin | UMP    |
| Les dades anteriors no són conegudes. |                 |        |
|                                       |                 |        |

## Demografia
| 1962 | 1968 | 1975 | 1982 | 1990 | 1999   | 2006   |
| ---- | ---- | ---- | ---- | ---- | ------ | ------ |
| -    |      |      |      |      | 36.663 | 37.793 |